# Život vlámských, německých a nizozemských malířů
Život vlámských, německých a nizozemských malířů (v originále La Vie des Peintres Flamands, Allemands et Hollandois) je životopisná série spisovatele Jeana-Baptisty Descampse.
Čtyřdílná životopisná série Život vlámských, německých a nizozemských malířů je kompilace životopisů umělců sepsaná Jeanem-Baptistem Descampsem, vydávaná postupně v letech 1753 až 1764. Životopisy jsou doplněné rytinami Charlese Eisena. Seznam ilustrací následuje a je uveden v pořadí podle stran. Většina biografií byla přeložena do francouzštiny z dřívějších prací Karla van Mandera a Arnolda Houbrakena. Ilustrované portréty byly většinou založeny na rytinách Jana Meyssena pro Het Gulden Cabinet a pro Arnolda a Jacobuse Houbrakena pro jejich „Schouburgh“, zatímco příklady prací vyryté v okrajích portrétů byly většinou založeny na rytinách Jacoba Campa Weyermana.

## Seznam ilustrací
| Obrázek | Jméno                         | Díl publikace        | Strana |
| ------- | ----------------------------- | -------------------- | ------ |
|         | Jan van Eyck                  | Tome Premier, 1753   | 1      |
|         | Quentin Metsys the Younger    | Tome Premier, 1753   | 17     |
|         | Bernard van Orley             | Tome Premier, 1753   | 38     |
|         | Jan van Scorel                | Tome Premier, 1753   | 50     |
|         | Maarten van Heemskerck        | Tome Premier, 1753   | 60     |
|         | Ambrosius Holbein             | Tome Premier, 1753   | 71     |
|         | Jan Mabuse                    | Tome Premier, 1753   | 83     |
|         | Pieter Brueghel the Younger   | Tome Premier, 1753   | 101    |
|         | Frans Floris                  | Tome Premier, 1753   | 111    |
|         | Marten de Vos                 | Tome Premier, 1753   | 117    |
|         | Hubert Goltzius               | Tome Premier, 1753   | 128    |
|         | Bartholomeus Spranger         | Tome Premier, 1753   | 184    |
|         | Karel van Mander              | Tome Premier, 1753   | 194    |
|         | Wenceslas Cobergher           | Tome Premier, 1753   | 205    |
|         | Otto van Veen                 | Tome Premier, 1753   | 223    |
|         | Adam van Noort                | Tome Premier, 1753   | 228    |
|         | Hendrik Goltzius              | Tome Premier, 1753   | 230    |
|         | Hendrick van Balen            | Tome Premier, 1753   | 237    |
|         | Abraham Bloemaert             | Tome Premier, 1753   | 246    |
|         | Michiel Jansz. van Mierevelt  | Tome Premier, 1753   | 256    |
|         | Adam Elsheimer                | Tome Premier, 1753   | 283    |
|         | Roelant Savery                | Tome Premier, 1753   | 293    |
|         | Peter Paul Rubens             | Tome Premier, 1753   | 297    |
|         | Frans Snyders                 | Tome Premier, 1753   | 330    |
|         | Jan Wildens                   | Tome Premier, 1753   | 336    |
|         | Jan Antonisz. van Ravesteyn   | Tome Premier, 1753   | 341    |
|         | Caspar de Crayer              | Tome Premier, 1753   | 350    |
|         | Frans Hals                    | Tome Premier, 1753   | 360    |
|         | Cornelius van Poelenburgh     | Tome Premier, 1753   | 365    |
|         | Jan Brueghel the Elder        | Tome Premier, 1753   | 376    |
|         | Johannes van der Beeck        | Tome Premier, 1753   | 382    |
|         | Hendrik van Steenwijk II      | Tome Premier, 1753   | 384    |
|         | Daniel Seghers                | Tome Premier, 1753   | 391    |
|         | Cornelis Schut                | Tome Premier, 1753   | 398    |
|         | Wybrand de Geest              | Tome Premier, 1753   | 402    |
|         | Lucas van Uden                | Tome Premier, 1753   | 408    |
|         | Dirk van Hoogstraten          | Tome Premier, 1753   | 411    |
|         | Leonaert Bramer               | Tome Premier, 1753   | 416    |
|         | Jan van Goyen                 | Tome Premier, 1753   | 419    |
|         | Theodoor Rombouts             | Tome Premier, 1753   | 425    |
|         | Jacob Jordaens                | Tome Second, 1754    | 1      |
|         | Anthony van Dyck              | Tome Second, 1754    | 8      |
|         | Jan Davidsz. de Heem          | Tome Second, 1754    | 37     |
|         | Philippe de Champaigne        | Tome Second, 1754    | 62     |
|         | Simon Peter Tilemann          | Tome Second, 1754    | 69     |
|         | Johannes van Bronckhorst      | Tome Second, 1754    | 72     |
|         | Pieter Jansz van Asch         | Tome Second, 1754    | 76     |
|         | Rembrandt                     | Tome Second, 1754    | 84     |
|         | Erasmus Quellinus II          | Tome Second, 1754    | 108    |
|         | Jan Lievens                   | Tome Second, 1754    | 117    |
|         | Anna Maria van Schurman       | Tome Second, 1754    | 121    |
|         | Gerard ter Borch              | Tome Second, 1754    | 125    |
|         | Adriaen Brouwer               | Tome Second, 1754    | 131    |
|         | Joos van Craesbeeck           | Tome Second, 1754    | 140    |
|         | Jacob Adriaensz Backer        | Tome Second, 1754    | 143    |
|         | Herman Saftleven              | Tome Second, 1754    | 148    |
|         | David Teniers the Younger     | Tome Second, 1754    | 155    |
|         | Adriaen van Ostade            | Tome Second, 1754    | 175    |
|         | Adriaen Hanneman              | Tome Second, 1754    | 188    |
|         | Cornelis Saftleven            | Tome Second, 1754    | 197    |
|         | Bartholomeus van der Helst    | Tome Second, 1754    | 201    |
|         | Otto Marseus van Schrieck     | Tome Second, 1754    | 205    |
|         | Pieter van Laer               | Tome Second, 1754    | 207    |
|         | Nicolaes de Helt Stockade     | Tome Second, 1754    | 213    |
|         | Gerrit Dou                    | Tome Second, 1754    | 218    |
|         | David Ryckaert III            | Tome Second, 1754    | 235    |
|         | Gabriël Metsu                 | Tome Second, 1754    | 241    |
|         | Govert Flinck                 | Tome Second, 1754    | 248    |
|         | Peter Lely                    | Tome Second, 1754    | 258    |
|         | Gonzales Coques               | Tome Second, 1754    | 264    |
|         | Jan Philips van Thielen       | Tome Second, 1754    | 271    |
|         | Jürgen Ovens                  | Tome Second, 1754    | 281    |
|         | Cornelis Pietersz Bega        | Tome Second, 1754    | 285    |
|         | Philips Wouwerman             | Tome Second, 1754    | 288    |
|         | Jan Baptist Weenix            | Tome Second, 1754    | 308    |
|         | David Beck                    | Tome Second, 1754    | 315    |
|         | Adam Pynacker                 | Tome Second, 1754    | 319    |
|         | Allaert van Everdingen        | Tome Second, 1754    | 321    |
|         | Hendrik Martenszoon Sorgh     | Tome Second, 1754    | 324    |
|         | Gerbrand van den Eeckhout     | Tome Second, 1754    | 328    |
|         | Wallerant Vaillant            | Tome Second, 1754    | 332    |
|         | Jacob van der Does            | Tome Second, 1754    | 335    |
|         | Paulus Potter                 | Tome Second, 1754    | 353    |
|         | Johannes Lingelbach           | Tome Second, 1754    | 374    |
|         | Jan Vaillant                  | Tome Second, 1754    | 382    |
|         | Samuel Dirksz van Hoogstraten | Tome Second, 1754    | 385    |
|         | Hendrik Verschuring           | Tome Second, 1754    | 396    |
|         | Jacques Vaillant (painter)    | Tome Second, 1754    | 407    |
|         | Jan van Hoogstraten           | Tome Second, 1754    | 409    |
|         | Vincent van der Vinne         | Tome Second, 1754    | 419    |
|         | Willem Kalf                   | Tome Second, 1754    | 433    |
|         | Johann Heinrich Roos          | Tome Second, 1754    | 439    |
|         | Ludolf Bakhuizen              | Tome Second, 1754    | 444    |
|         | Adam Frans van der Meulen     | Tome Troisieme, 1760 | 1      |
|         | Frans van Mieris the Elder    | Tome Troisieme, 1760 | 13     |
|         | Jan Steen                     | Tome Troisieme, 1760 | 26     |
|         | Melchior d'Hondecoeter        | Tome Troisieme, 1760 | 44     |
|         | Heiman Dullaart               | Tome Troisieme, 1760 | 47     |
|         | Jacob van Oost                | Tome Troisieme, 1760 | 55     |
|         | Joseph Werner                 | Tome Troisieme, 1760 | 61     |
|         | Adriaen van de Velde          | Tome Troisieme, 1760 | 72     |
|         | Caspar Netscher               | Tome Troisieme, 1760 | 78     |
|         | Jean Rudolf Werdmuller        | Tome Troisieme, 1760 | 85     |
|         | Abraham Genoels               | Tome Troisieme, 1760 | 92     |
|         | Gerard de Lairesse            | Tome Troisieme, 1760 | 101    |
|         | Karel Dujardin                | Tome Troisieme, 1760 | 111    |
|         | Jacob Toorenvliet             | Tome Troisieme, 1760 | 121    |
|         | Arnould de Vuez               | Tome Troisieme, 1760 | 125    |
|         | Godfried Schalcken            | Tome Troisieme, 1760 | 139    |
|         | Jan Weenix                    | Tome Troisieme, 1760 | 165    |
|         | Robbert Duval (1639–1732)     | Tome Troisieme, 1760 | 172    |
|         | Johannes Dünz                 | Tome Troisieme, 1760 | 175    |
|         | Michiel van Musscher          | Tome Troisieme, 1760 | 181    |
|         | Jan de Bisschop               | Tome Troisieme, 1760 | 184    |
|         | Maria Sibylla Merian          | Tome Troisieme, 1760 | 200    |
|         | Johannes Voorhout             | Tome Troisieme, 1760 | 207    |
|         | David van der Plas            | Tome Troisieme, 1760 | 213    |
|         | Matthijs Wulfraet             | Tome Troisieme, 1760 | 218    |
|         | Godfrey Kneller               | Tome Troisieme, 1760 | 225    |
|         | Gerard Hoet                   | Tome Troisieme, 1760 | 232    |
|         | Cornelis Huysmans             | Tome Troisieme, 1760 | 241    |
|         | Augustinus Terwesten          | Tome Troisieme, 1760 | 245    |
|         | Johannes Vollevens            | Tome Troisieme, 1760 | 251    |
|         | Jan Verkolje                  | Tome Troisieme, 1760 | 259    |
|         | Joanna Koerten                | Tome Troisieme, 1760 | 273    |
|         | Abraham Hondius               | Tome Troisieme, 1760 | 280    |
|         | Pieter Eyckens                | Tome Troisieme, 1760 | 286    |
|         | Cornelis de Bruijn            | Tome Troisieme, 1760 | 297    |
|         | Richard van Orley             | Tome Troisieme, 1760 | 300    |
|         | Felix Meyer                   | Tome Troisieme, 1760 | 307    |
|         | Philipp Peter Roos            | Tome Troisieme, 1760 | 319    |
|         | Carel de Moor                 | Tome Troisieme, 1760 | 328    |
|         | Willem Cornelisz Duyster      | Tome Troisieme, 1760 | 336    |
|         | Philip Tideman                | Tome Troisieme, 1760 | 369    |
|         | Mathieu Elias                 | Tome Troisieme, 1760 | 377    |
|         | Adriaen van der Werff         | Tome Troisieme, 1760 | 383    |
|         | Arnold Houbraken              | Tome Quatrieme, 1764 | 1      |
|         | Bonaventura van Overbeek      | Tome Quatrieme, 1764 | 7      |
|         | Johannes Brandenberg          | Tome Quatrieme, 1764 | 23     |
|         | Gregor Brandmüller            | Tome Quatrieme, 1764 | 31     |
|         | Theodorus Netscher            | Tome Quatrieme, 1764 | 38     |
|         | Willem van Mieris             | Tome Quatrieme, 1764 | 45     |
|         | Rachel Ruysch                 | Tome Quatrieme, 1764 | 65     |
|         | Georg Philipp Rugendas        | Tome Quatrieme, 1764 | 78     |
|         | Juriaen Pool                  | Tome Quatrieme, 1764 | 90     |
|         | Jan Kupecký                   | Tome Quatrieme, 1764 | 95     |
|         | Elias van Nijmegen            | Tome Quatrieme, 1764 | 111    |
|         | Jacques-Antoine Arlaud        | Tome Quatrieme, 1764 | 116    |
|         | Johann Rudolf Huber           | Tome Quatrieme, 1764 | 125    |
|         | Theodor van Pee               | Tome Quatrieme, 1764 | 134    |
|         | Arnold Boonen                 | Tome Quatrieme, 1764 | 137    |
|         | Mattheus Terwesten            | Tome Quatrieme, 1764 | 144    |
|         | Isaac de Moucheron            | Tome Quatrieme, 1764 | 153    |
|         | Carel Borchaert Voet          | Tome Quatrieme, 1764 | 158    |
|         | Nikolaas Verkolje             | Tome Quatrieme, 1764 | 168    |
|         | Coenraet Roepel               | Tome Quatrieme, 1764 | 197    |
|         | Anna Waser                    | Tome Quatrieme, 1764 | 202    |
|         | Jacob Campo Weyerman          | Tome Quatrieme, 1764 | 209    |
|         | Jacob Appel (painter)         | Tome Quatrieme, 1764 | 219    |
|         | Jan van Huysum                | Tome Quatrieme, 1764 | 228    |
|         | Segres-Jacques van Helmont    | Tome Quatrieme, 1764 | 236    |
|         | Herman van der Mijn           | Tome Quatrieme, 1764 | 245    |
|         | Balthasar Denner              | Tome Quatrieme, 1764 | 253    |
|         | Jacques Ignatius de Roore     | Tome Quatrieme, 1764 | 262    |
|         | Gerard Melder                 | Tome Quatrieme, 1764 | 280    |
|         | Jacob de Wit                  | Tome Quatrieme, 1764 | 283    |
|         | Cornelis Troost               | Tome Quatrieme, 1764 | 291    |

## Prameny
- 1753 La Vie des Peintres Flamands, Allemands et Hollandois, avec des portraits gravés en Taille-douce, une indication de leurs principaux Ouvrages, & des réflexions sur leurs différentes manieres (Život vlámských, německých a nizozemských malířů, s rytými portréty v hlubotisku, označení jejich hlavních děl a úvahy o jejich odlišných metodách). Díl 1.
- 1754 La Vie des Peintres Flamands, Allemands et Hollandois, avec des portraits gravés en Taille-douce, une indication de leurs principaux Ouvrages, & des réflexions sur leurs différentes manieres (Život vlámských, německých a nizozemských malířů, s rytými portréty v hlubotisku, indikací jejich hlavních děl a úvahy o jejich odlišných metodách). Díl 2.[1]
- 1760 La Vie des Peintres Flamands, Allemands et Hollandois, avec des portraits gravés en Taille-douce, une indication de leurs principaux Ouvrages, & des réflexions sur leurs différentes manieres (Život vlámských, německých a nizozemských malířů, s rytými portréty v hlubotisku, indikací jejich hlavních děl a úvahy o jejich odlišných metodách). Díl 3.[2]
- 1764  La Vie des Peintres Flamands, Allemands et Hollandois, avec des portraits gravés en Taille-douce, une indication de leurs principaux Ouvrages, & des réflexions sur leurs différentes manieres (Život vlámských, německých a nizozemských malířů, s rytými portréty v hlubotisku, označení jejich hlavních děl a úvahy o jejich odlišných metodách). Díl 4.[3]